# Eremophyton
Eremophyton là chi thực vật có hoa trong họ Cải.